# 弗拉基米尔·别洛库罗夫
弗拉基米尔·弗亚切斯拉沃维奇·别洛库罗夫（俄語：Владимир Вячеславович Белокуров；1904年7月8日—1973年1月28日），苏联舞台剧和电影演员。苏联人民艺术家。

## 生平

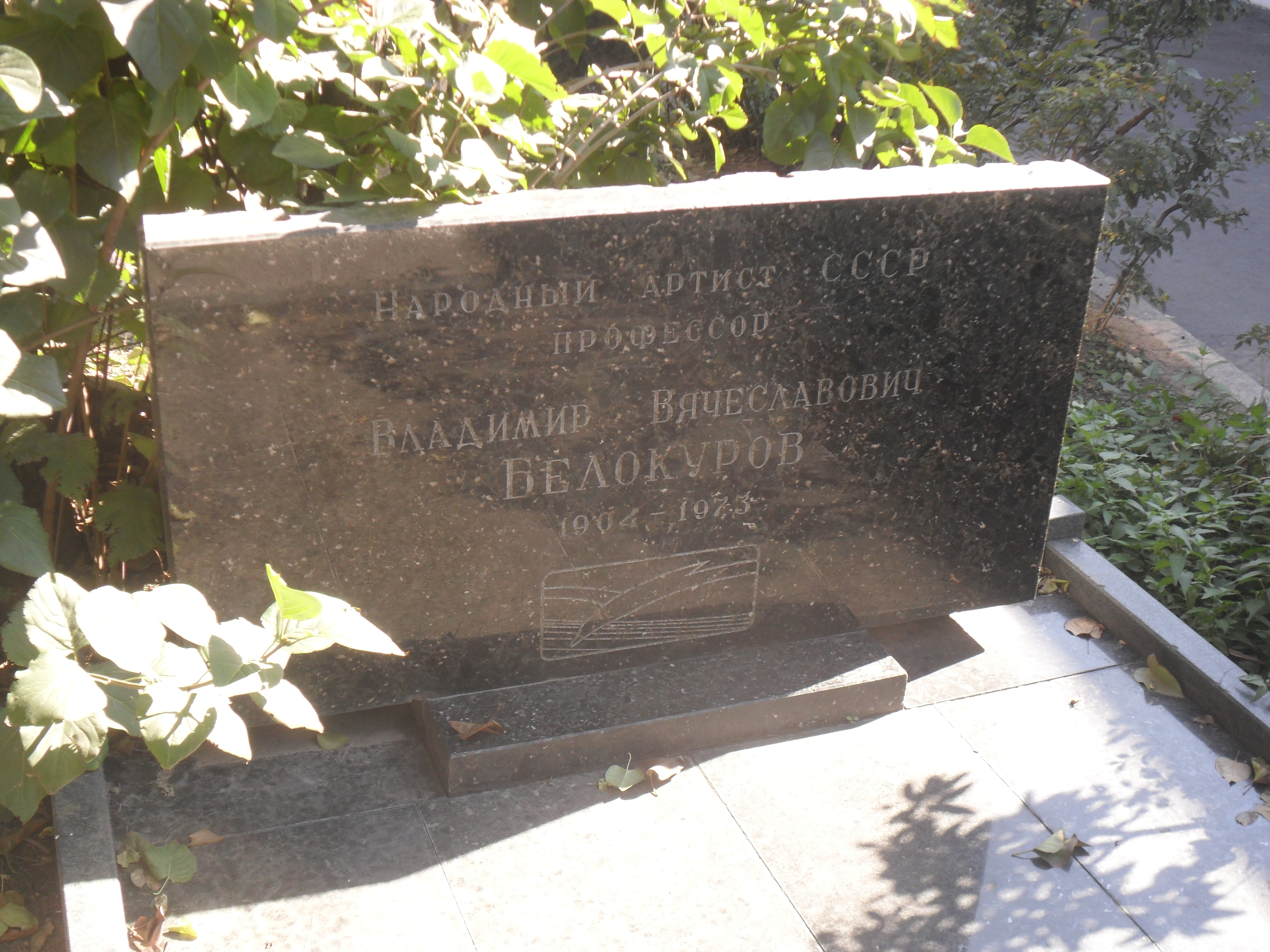
别洛库罗夫之墓

1904年生于喀山省。曾在喀山读中学，1917年开始参与歌剧演出。1932年开始出演电影。1941年在电影《瓦列里·契卡洛夫》中扮演试飞员主角，获得巨大成功，并鼓舞了苏德战争的俄军战士。1946年开始在全苏电影学院任教。1961年与演员伊格纳托娃结婚。1965年获得苏联人民艺术家称号。1973年在莫斯科去世。葬于新圣女公墓。

## 主要参演
| 年份   | 电影                | 饰演            |
| ------ | ------------------- | --------------- |
| 1941年 | 《瓦列里·契卡洛夫》 | 瓦列里·契卡洛夫 |
| 1956年 | 《漫长的路》        | 拉特金          |
| 1961年 | 《复活》            | 马斯连尼科夫    |
| 1965年 | 《高山歌谣》        | 奥地利人        |